# Blauwbandspanner
De blauwbandspanner (Cosmorhoe ocellata) is een nachtvlinder uit de familie Geometridae (spanners). De voorvleugellengte bedraagt tussen de 13 en 15 millimeter. Hij overwintert als volgroeide rups.

## Waardplanten
De blauwbandspanner heeft als waardplanten verschillende walstrosoorten.

## Voorkomen in Nederland en België
De blauwbandspanner is in Nederland en België een algemene soort, die verspreid over het hele gebied kan worden gezien. De vlinder kent twee generaties die vliegen begin mei tot in september.